# Yvonne Curtet
Yvonne Alice Curtet z domu Chabot (ur. 28 maja 1920 w Cannes, zm. 21 lutego 2025) – francuska lekkoatletka, specjalistka skoku w dal, dwukrotna olimpijka.
Zajęła 8. miejsce w skoku w dal na igrzyskach olimpijskich w 1948 w Londynie, 4. miejsce w tej konkurencji oraz w sztafecie 4 × 100 metrów na mistrzostwach Europy w 1950 w Brukseli i 23. miejsce w skoku w dal na igrzyskach olimpijskich w 1952 w Helsinkach.
Była mistrzynią Francji w skoku w dal w 1945, 1946 i 1949 oraz w pięcioboju w 1946 i 1949, wicemistrzynią w skoku w dal w 1948 i 1952 oraz w pięcioboju w 1945, a także brązową medalistką w skoku w dal w 1951.
Trzykrotnie poprawiała rekord Francji w skoku w dal do wyniku 5,71 m (uzyskanego 10 lipca 1949 w Colombes). Jej rekord życiowy w tej konkurencji wynosił 5,76 m, uzyskany 21 czerwca 1950 w Albi, lecz nie figuruje on na liście rekordów Francji.
Jej córka Jacqueline Curtet była również lekkoatletką, specjalizującą się w skoku w dal, mistrzynią i rekordzistką Francji.